# Moravany (ort i Tjeckien, Södra Mähren, lat 49,15, long 16,58)
Moravany är en ort i Tjeckien.   Den ligger i regionen Södra Mähren, i den sydöstra delen av landet, 190 km sydost om huvudstaden Prag. Moravany ligger 248 meter över havet och antalet invånare är 1 286.
Terrängen runt Moravany är lite kuperad.Runt Moravany är det ganska tätbefolkat, med 155 invånare per kvadratkilometer. Närmaste större samhälle är Brno, 5,6 km norr om Moravany. Trakten runt Moravany består till största delen av jordbruksmark.